# Stavelia subdistorta
Stavelia subdistorta is een tweekleppigensoort uit de familie van de Mytilidae. De wetenschappelijke naam van de soort is voor het eerst geldig gepubliceerd in 1852 door Récluz.